# Hüde
Hüde är en kommun och ort i Landkreis Diepholz i förbundslandet Niedersachsen i Tyskland.
Kommunen ingår i kommunalförbundet Samtgemeinde Altes Amt Lemförde tillsammans med ytterligare sex kommuner.